# Selenocosmia pritami
Selenocosmia pritami é uma espécie de aranha pertencente à família Theraphosidae (tarântulas).